# Десница (Норвегия)
Десницата (на норвежки: Høyre; на нюношк: Høgre) е дясноцентристка консервативна политическа партия в Норвегия.
Основана през 1884 г., партията е една от най-старите в страната и през отделни периоди е най-влиятелната дясна партия.
След относителен упадък от началото на 1990-те години на местните избори през 2011 г. Десницата отново става най-влиятелната опозиционна партия в Норвегия. През 2013 и 2017 година е първа на парламентарните избори и лидерката на пратията Ерна Солберг оглавява правителството.